# Varecia
Varecia là một chi động vật có vú trong họ Lemuridae, bộ Linh trưởng. Chi này được Gray miêu tả năm 1863. Loài điển hình của chi này là Lemur varius É. Geoffroy (= Lemur macaco variegatus Kerr, 1792).

## Hình ảnh

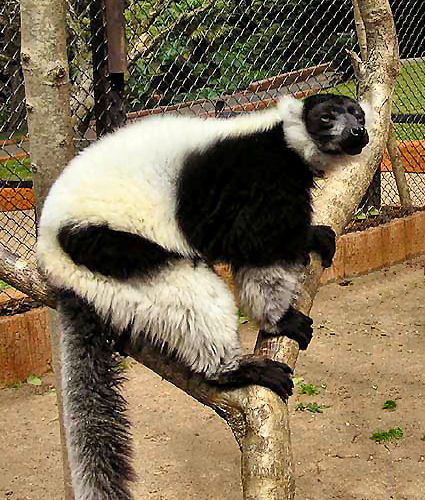
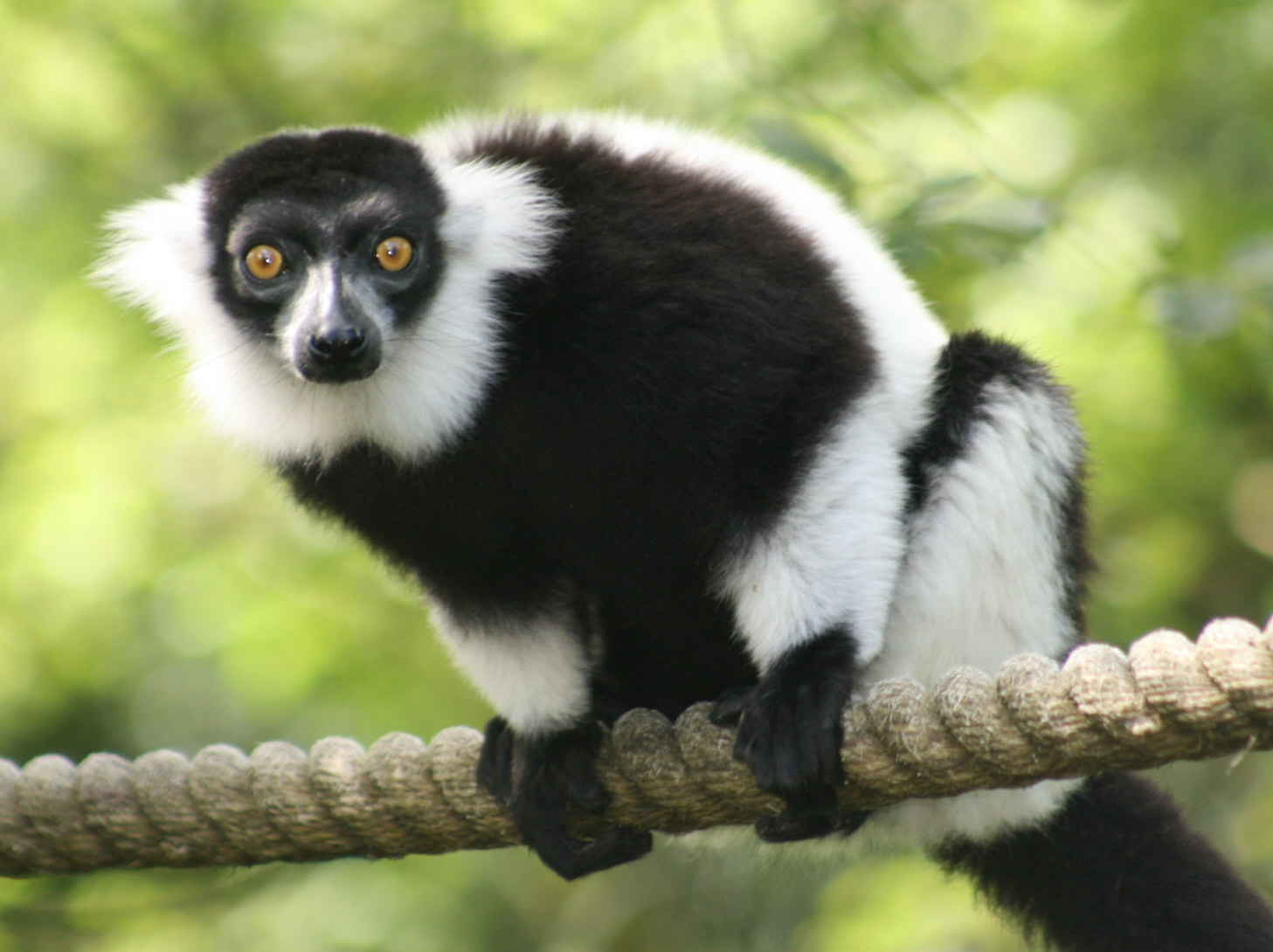
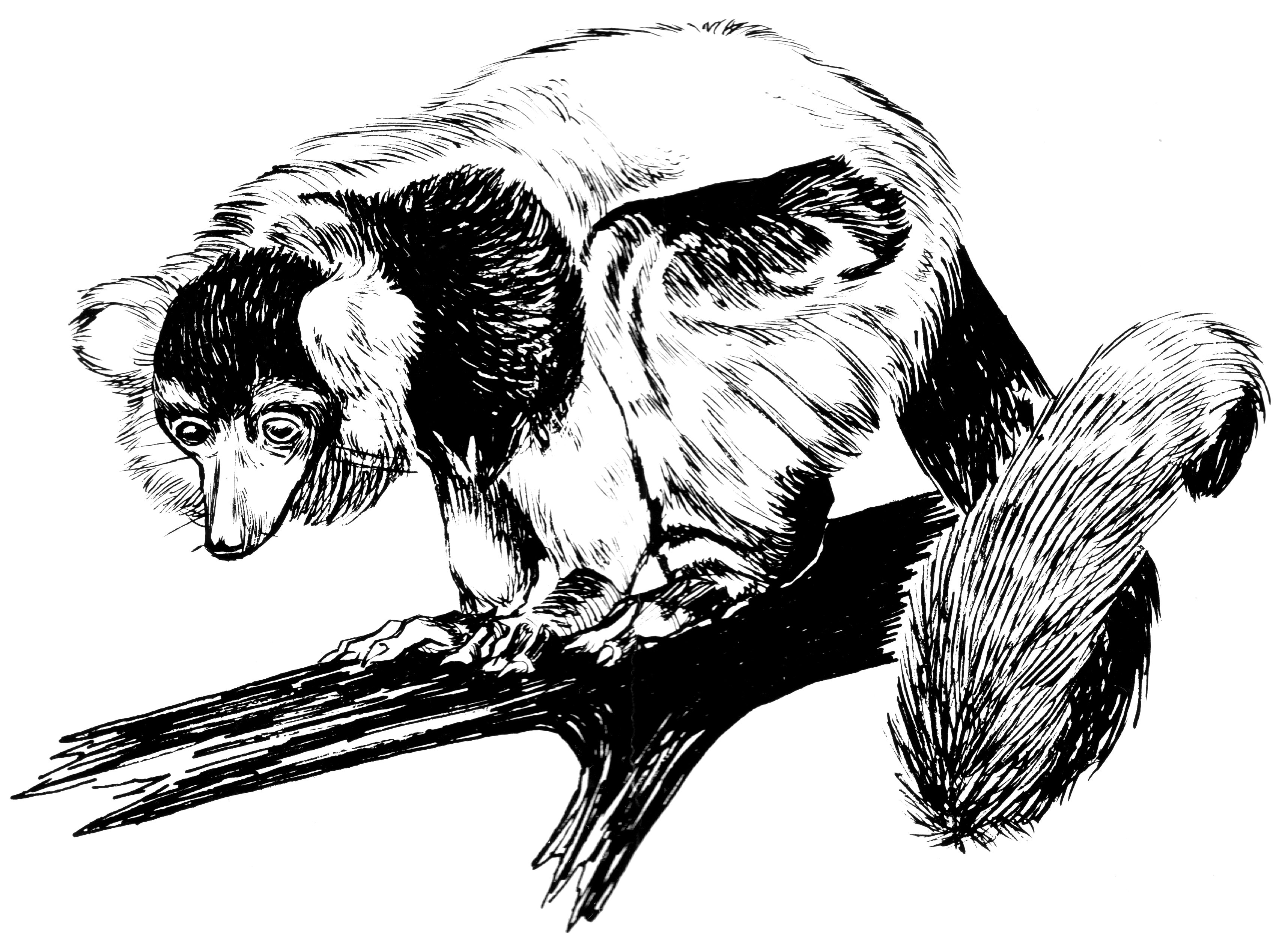
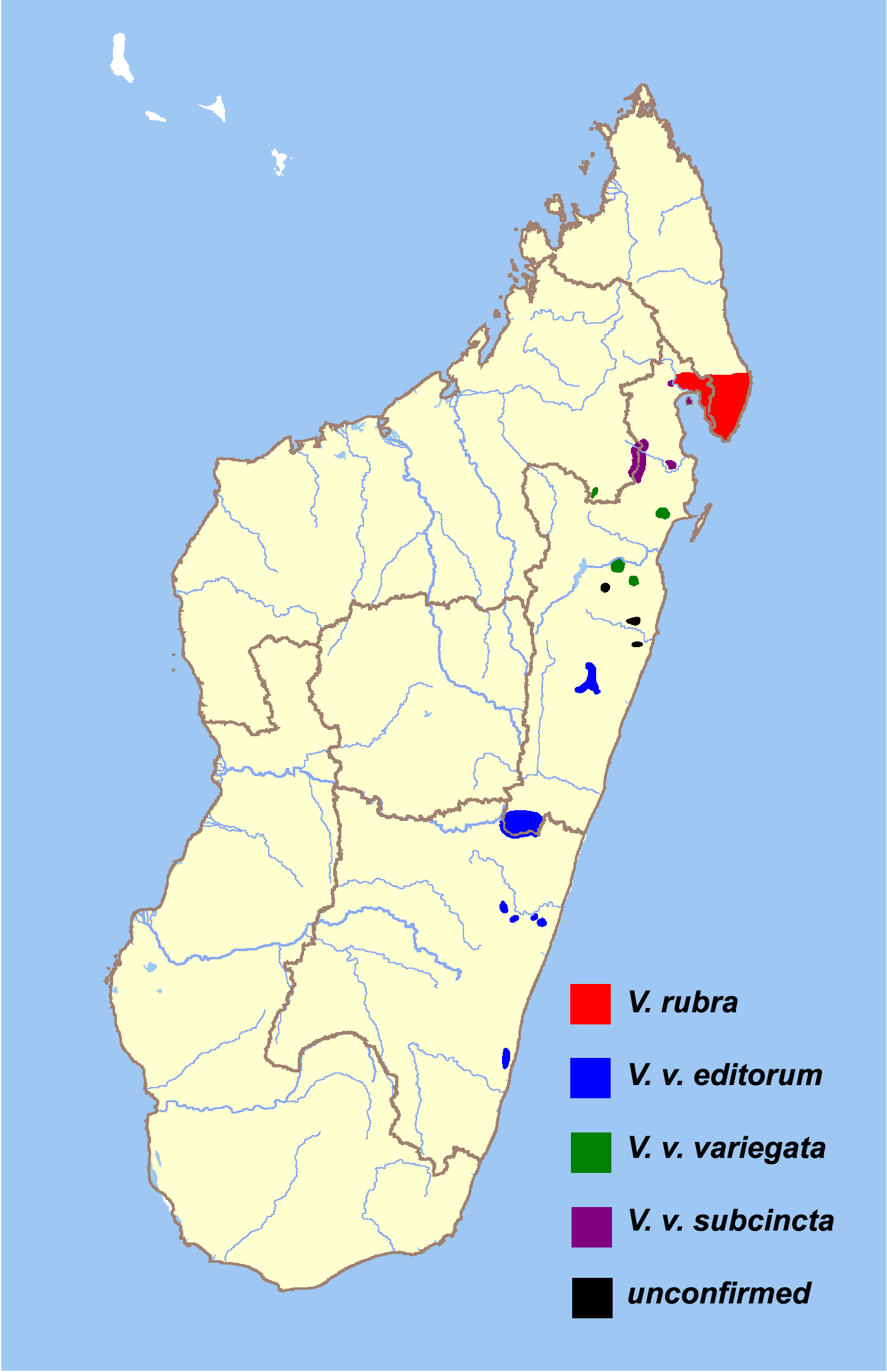

## Các loài
Chi này gồm các loài: